# Liste der Playmates des Monats (deutsche Ausgabe)
Dies ist eine Liste aller Playmates des Monats, die in der deutschen Ausgabe des Männermagazins Playboy abgebildet wurden. Playmates des Jahres sind farblich hervorgehoben.
Das erste deutsche Playmate in der deutschen Ausgabe des Playboy war Dagmar Puttkammer in der Februarausgabe 1975. Das erste deutsche Playmate, das es auch in die US-Ausgabe schaffte, war Ursula Buchfellner, die in der Dezemberausgabe 1977 des deutschen Playboy debütierte.

## 1972–1979
| Monat / Jahr | Januar             | Februar             | März            | April              | Mai                   | Juni               | Juli            | August            | September          | Oktober          | November           | Dezember           |
| ------------ | ------------------ | ------------------- | --------------- | ------------------ | --------------------- | ------------------ | --------------- | ----------------- | ------------------ | ---------------- | ------------------ | ------------------ |
| 1972         | —                  | —                   | —               | —                  | —                     | —                  | —               | Claire Rambeau    | Vicky Peters       | Liv Lindeland    | Ellen Michaels     | Marilyn Cole       |
| 1973         | Danielle De Vabre  | Lenna Sjooblom      | Mercy Rooney    | Deanna Baker       | Linda Summers         | Miki Garcia        | Debbie Davis    | Cindy Wood        | Julie Woodson      | Martha Smith     | Monica Tidwell     | Christine Maddox   |
| 1974         | Nancy Cameron      | Francine Parks      | Pamela Zinszer  | Marlene Morrow     | Marilyn Lange         | Sandy Johnson      | Carol Vitale    | Jeane Manson      | Kristine Hanson    | Ester Cordet     | Bebe Buell         | Janice Raymond     |
| 1975         | Lynnda Kimball     | Dagmar Puttkammer   | Angela Behr     | Marie-Luise Gassen | Victoria Cunningham   | Azizi Johari       | Barbara Corser  | Raphaela Nöcker   | Mesina Miller      | Lillian Müller   | Karen Sugimoto     | Nancie Li Brandi   |
| 1976         | Beate Grötzinger   | Susanne Zannantonio | Sylvia Fröhlich | Irmi Paus          | Karin Fastner         | Jasmin Kompatscher | Monica Thimme   | Milda Jansen      | Rositta Malterer   | Uschi Urban      | Doris Anders       | Hilde Gürst        |
| 1977         | Christina Egger    | Veronika Brauneis   | Jutta Horten    | Kathrin Dome       | Dubravka Udiljak      | Bea Fiedler        | Anna Thorberg   | Vanessa Schreiber | Germaine Talbot    | Renate Martin    | Brigitta Cimarolli | Ursula Buchfellner |
| 1978         | Cona Köneke        | Uschi Winter        | Anita König     | Isabella Schwandt  | Margaretha Olschenska | Karin Wolffram     | Christina Smith | Franziska Bär     | Christiane Rittner | Brigitte Raddatz | Brigitte Hager     | Andrea Sanders     |
| 1979         | Monique St. Pierre | Claudia Hoffmann    | Silvana Berg    | Biggi Döllerer     | Susanne Heymanns      | Sibylle Rauch      | Dorothy Mays    | Petra-Ellen Rolf  | Kai Fügmann        | Bea Spahn        | Renate Lünsmann    | Brigitte Lohmeyer  |

## 1980–1989
| Monat / Jahr | Januar              | Februar              | März              | April               | Mai                     | Juni                             | Juli                    | August             | September                     | Oktober             | November         | Dezember            |
| ------------ | ------------------- | -------------------- | ----------------- | ------------------- | ----------------------- | -------------------------------- | ----------------------- | ------------------ | ----------------------------- | ------------------- | ---------------- | ------------------- |
| 1980         | Sabine Rothaus      | Jeanette Lorenz      | Sabine Schmidt    | Michaela Krüger     | Martina Schall          | Petra Rouhs                      | Barbara Hain            | Brigitte Wöllner   | Monique John                  | Lee Ann Michelle    | Susanne Henrik   | Jane Priest         |
| 1981         | Angela Fennesz      | Barbara Flommersfeld | Corinna Beckh     | Silvia Kaiser       | Michaela May            | Margarete Zimonjic               | Ria Brinkmann           | Yasmine Mehr-Aine  | Uschi Termath                 | Bettina Mey         | Susan M. Smith   | Eva-Maria Kunth     |
| 1982         | Gabi Schüdel        | Daniela Rückert      | Martina Patzal    | Marcia Berger       | Christina Keller        | Kimberly McArthur                | Anne-Marie Fox          | Barbara Riemer     | Lourds Ann Kananimanu Estores | Manuela Nehls       | Andrea Engel     | Patricia Farinelli  |
| 1983         | Cieta Stöwe         | Lonny Chin           | Karin Schott      | Joan-Beatrice Tichy | Gabriela Mai            | Jolanda Egger                    | Martina Ines Jendretzke | Kirsten Ottlewski  | Peggy Berlati                 | Karen Witter        | Erika Percoraro  | Stephanie Engelmann |
| 1984         | Siegrid Ortner      | Alana Soares         | Elisabeth Stainer | Conny Dachs         | Andrea & Simone Klippel | Dona Speir                       | Manuela Neumeier        | Katrin Fett        | Natalie Uher                  | Justine Greiner     | Britta Hoppe     | Roberta Vasquez     |
| 1985         | Manuela Feicht      | Yvonne Jäger         | Claudia Müller    | Karen Velez         | Regine Wildhofer        | Joan Bennett                     | Sabine Drießlein        | Michaela Probst    | Susanne Montag                | Martina Speckbacher | Venice Kong      | Evelyn Haynes       |
| 1986         | Nathalie Maline     | Andrea Wetzel        | Heidi Suckfüll    | Daniela Frei        | Sherry Arnett           | Ulrike Pütz                      | Stella Kobs             | Carole Ficatier    | Kerstin Wöstmann              | Elke Jeinsen        | Donna Edmondson  | Claudia Kopacka     |
| 1987         | Isabell Winkelmaier | Nora Wenck           | Teri Weigel       | Sophie Burkamp      | Marina Augusta Baker    | Alexandra Böhland                | Tanja Fiedler           | Susanne Meyer      | Claudia Riedel                | Yasmin Khabiri      | Jana Uhlmann     | Sharry Konopski     |
| 1988         | Simone Burkhard     | Kimberley Conrad     | Tina Ruland       | Gitta Saxx          | Andrea Dworak           | Karin und Mirjam Van Breeschoten | Janine Weinert          | Sandra Mittler     | Helle Michaelsen              | Fenja Rühl          | Ellen Kendziorra | Stephanie Norton    |
| 1989         | Elisabeth Brezina   | Shannon Long         | Alexandra Lisec   | Sabine Dragomirescu | Sonja Diehm             | Laura Richmond                   | Christina Schmitz       | Christine Gassmann | Gabriela Dewald               | Celine Huber        | Sandy Greenberg  | Iris Zimmermann     |

## 1990–1999
| Monat / Jahr | Januar                      | Februar           | März             | April             | Mai                | Juni                    | Juli              | August            | September         | Oktober           | November             | Dezember        |
| ------------ | --------------------------- | ----------------- | ---------------- | ----------------- | ------------------ | ----------------------- | ----------------- | ----------------- | ----------------- | ----------------- | -------------------- | --------------- |
| 1990         | Anja Kossak                 | Verina Wimmer     | Christina Hummer | Kata Karkkainen   | Birgit Runge       | Eva Kitt                | Brandy Brandt     | Claudia Smolana   | Peggy McIntaggart | Petra Kitt        | Nancy Rahmann        | Simone Holz     |
| 1991         | Christina Stieringer        | Marina Heinz      | Martina Schmidt  | Deborah Driggs    | Sandra Kaas        | Christy Thom            | Esther Rieser     | Monika Stelling   | Simone Bechtel    | Suzanne Sanders   | Bianca Beier         | Corinna Harney  |
| 1992         | Nicole Frese                | Tanja Götzl       | Tanya Beyer      | Ilka Schüttelkorb | Tonja Christensen  | Martina Moculescu       | Claudia Breuer    | Dulce Maria Neves | Missen von einst* | Echo Johnson      | Maja Russi           | Svetlana Asanin |
| 1993         | Zora Niemann                | Jennifer Leroy    | Morena Corvin    | Nicole Van Bellen | Patricia Veit      | Inez Manta              | Anna Bach         | Anna Nicole Smith | Sonja Giese       | Stephanie Adams   | Julianna Young       | Viola Alemdar   |
| 1994         | Anna-Marie Goddard          | Karina Eckardt    | Isabella Mum     | Saskia Lohle      | Shae Marks         | Sylvia Rudzinska        | Jana Wutzler      | Daniela Jambrek   | Susi Marekovic    | Nadine Tschanz    | Denise Siegel        | Iris Kaufmann   |
| 1995         | Kerstine Wendorf            | Becky Delossantos | Babette Fahland  | Britta Comtesse   | Neriah Davis       | Eveline Poyss           | Alesha Oreskovich | Alexandra Malczak | Adelheid Pietsch  | Tessa Wirtz       | Jana Hachmeister     | Miriam Conrad   |
| 1996         | Samantha Torres             | Victoria Skaf     | Melanie Anschütz | Vicky Seitz       | Karin Taylor       | Stacy Sanches           | Andrea Rieder     | Nadine Griesbach  | Monika Tymofijow  | Patricia Spänhoff | Karolina Stefanski   | Victoria Krämer |
| 1997         | Jami Ferrell                | Yvonne Hoffmann   | Tanja Ortmann    | Kelly Monaco      | Christiane Rentsch | Victoria Silvstedt      | Julie Naumann     | Celina Wieczorek  | Ute Eckhardt      | Melanie Heil      | Patricia Bolognini   | Anke Hermann    |
| 1998         | Kimber West                 | Franziska Tuch    | Kona Carmack     | Verena Fleischer  | Tanja Trudrung     | Julia Schultz           | Yvonne Honsa      | Birgit Menge      | Sissi Nagy        | Janina Aust       | Heydi Núñez Gómez    | Muriel Härtlein |
| 1999         | Nicole, Erica & Jaclyn Dahm | Holly Hart        | Franciska Wölki  | Sylvie Schmoll    | Petra Weise        | Mayuree Wichaithongkham | Natalia Sokolova  | Ines Berberich    | Heike Wittig      | Stefanie Ehrhardt | Zahira Fuchsenthaler | Sarah Walker    |

- als Missen von einst wurden die Models Sylvia Fröhlich, Ria Brinkmann, Monique John, Sabine Rothaus, Barbara Flomersfeld und Angela Fennesz geführt.
- Zur Playmate des Jahres 1999 wurde die „Miss Oktoberfest“ Sonja Ugrik gewählt.

## 2000–2009
| Monat / Jahr | Januar              | Februar           | März                 | April                     | Mai                | Juni            | Juli            | August               | September                          | Oktober          | November           | Dezember             |
| ------------ | ------------------- | ----------------- | -------------------- | ------------------------- | ------------------ | --------------- | --------------- | -------------------- | ---------------------------------- | ---------------- | ------------------ | -------------------- |
| 2000         | Mirja Becker        | Stacy Marie Fuson | Katrin Schmidt       | Michaela Holtz            | Sarah Leisering    | Silke Van Exel  | Vanessa Gleason | Daniela Pramstaller  | Jasmin Brandt                      | Patricia Münster | Béatrice Wenker    | Carolina Gynning     |
| 2001         | Sarah Djabali       | Samantha Grande   | Christiane Wilwert   | Bettina Bezzeg            | Tanja Nickel       | Dora Pohanyar   | Katja Hornuf    | Catharina Lönnig     | Mafalda Sophia Dos Santos Teixeira | Susy Podajski    | Svetlana Maslowski | Anna Richter-Trummer |
| 2002         | Heidi Kiermasch     | Lena Specht       | Pamela Schneider     | Therese Rosenberg         | Melinda Hortobagyi | Blanka Dziwisch | Sophie Gaßmann  | Vivien Hirschfelder  | Katrin Dräger                      | Kathrin Strauß   | Nicolina Agliolo   | Mascha Alafonowa     |
| 2003         | Teri Marie Harrison | Kinga Mathe       | Katharina Münch      | Annika Krum               | Tanja Kewitsch     | Kathrin Latus   | Marie Amière    | Anett Pergande       | Sandra Ebert                       | Melanie Eder     | Kerstin Schulz     | Nadia Chérif         |
| 2004         | Ariane La Rosa      | Janine Habeck     | Anabel Zawisla       | Tina Eder                 | Anja Melzer        | Olga Zjuba      | Julia Pöchlauer | Christiane Henschel  | Maureen Sauter                     | Sina Sakanovic   | Melanie Wieser     | Jennifer Heidrich    |
| 2005         | Silvia Hackl        | Jasmin Arenz      | Corinna Poschinger   | Giuliana Marino           | Myriel Brechtel    | Daniela Horn    | Inna Hemme      | Kristin Lehmann      | Janina Wissler                     | Thessa Gierer    | Mareike Gottwald   | Bianca Frankowska    |
| 2006         | Daniela Vidas       | Kerstin Karth     | Dominika Kusnierczyk | Agnieszka Hendel          | Sabrina Preißer    | Helena Philipp  | Annica Hansen   | Helena Meier         | Katrin Hänelt                      | Regina Deutinger | Silke Grobert      | Jasmin Elmi          |
| 2007         | Daniela Wolf        | Wera Iwanischin   | Susanne Baum         | Cristina-Maria Stefanescu | Anja Hollands      | Andrea Vetsch   | Jessica Micari  | Nicole-Maria Niemann | Isabella Syrek                     | Anna Scharl      | Juliane Raschke    | Alexandra Salai      |
| 2008         | Leonor Perez        | Ines Eisner       | Magdalena Sierka     | Öznur Asrav               | Doreen Seidel      | Peggy Weiß      | Natasa Dilber   | Daniela Golm         | Erika Zivkovic                     | Alena Gerber     | Lucia Sitavancova  | Miriam Schwarz       |
| 2009         | Jennifer Henschel   | Lisa Tomaschewsky | Margerita Waldmann   | Doris Kemptner            | Esther Welvaarts   | Stefanie Spleiß | Michaela Grauke | Izabela Kuczera      | Sandra Latko                       | Jennifer Martin  | Daria Eppert       | Sabine-Marie Schmidt |

## 2010–2019
| Monat / Jahr | Januar             | Februar            | März                  | April              | Mai                 | Juni              | Juli                 | August           | September              | Oktober                       | November          | Dezember         |
| ------------ | ------------------ | ------------------ | --------------------- | ------------------ | ------------------- | ----------------- | -------------------- | ---------------- | ---------------------- | ----------------------------- | ----------------- | ---------------- |
| 2010         | Myo Ling           | Katie Steiner      | Nadin Matthes         | Estefania Wieland  | Vivien Cetin        | Iris Bakker       | Anna-Maria Kagerer   | Silvia Hauten    | Bernadette Kaspar      | Jannina Hofmann Julia Schober | Monika Kalisz     | Miriam Markov    |
| 2011         | Irene Hoek         | Miriam Rathmann    | Dominique Regatschnig | Ariane Hahnsch     | Katia Dede          | Franziska Gürtler | Nathalie Cassegrain  | Irena Then       | Viktória Metzker       | Katharina Wyrwich             | Daniela Sudau     | Carolin Stüber   |
| 2012         | Rosanne Jongenelen | Anna & Lisa Heyse  | Aylin Alp             | Christine Last     | Tanja König         | Beau Hesling      | Franzy Balfanz       | Gabriela Milagre | Birgit Aarsman         | Kathrin Göppert               | Clivia Treidl     | Nina Schwake     |
| 2013         | Alexa Varga        | Helen de Muro      | Blagovesta Bonbonova  | Jessica Czakon     | Elena Rotter        | Verena Stangl     | Iris Shala           | Sarah Domke      | Zoi Gorman             | Karolina Witkowska            | Victoria Paschold | Astrid Fajcsi    |
| 2014         | Raquel Pomplun     | Delfina Aziri      | Barbora Kuzmiakova    | Shanis Wilke       | Noelle Mondoloni    | Eva-Maria Kromer  | Bárbara „Babi“ Rossi | Sarah Nowak      | Kristen Nicole         | Denise Cotte                  | Annetta Negare    | Antonia Petrova  |
| 2015         | Jessica Ashley     | Laura Kaiser       | Sissi Fahrenschon     | Nicole Schumann    | Ramona Bernhard     | Isabell Bernsee   | Morgan Maria         | Sina Bachor      | Joana Plankl           | Jessica Kühne                 | Hester Winkel     | Alica Büchel     |
| 2016         | Rachel Harris      | Brittany Brousseau | Estella Keller        | Stephanie Lindner  | Jacqueline Scherer  | Maggie May        | Saskia Atzerodt      | Stefanie Balk    | Charlotte Gliszczynski | Kathie Kern                   | Lea Götz          | Althea Diamante  |
| 2017         | Marisa Papen       | Tanja Brockmann    | Kristy Garett         | Kristina Levina    | Sara Benamara       | Isabella Schulz   | Amberleigh West      | Olga de Mar      | Christina Braun        | Patrizia Dinkel               | Monica Sims       | Chiara Bianchino |
| 2018         | Sabina Toet        | Allie Leggett      | Thanh Nhan Hoang      | Veronika Klimovits | Katerina Giannoglou | Sophie Brill      | Nereyda Bird         | Nina Zwick       | Olivia Peltzer         | Julia Prokopy                 | Małgosia Suszek   | Chiara Arrighi   |
| 2019         | Chelsie Aryn       | Marie Czuczman     | Kamila Joanna         | Tiffany van Roest  | Katia Martin        | Yvette Holleman   | Marie Rauscher       | Lena Klahr       | Michelle Weisstuch     | Stella Tiana Stegmann         | Julia Logacheva   | Lena Bednarska   |

## 2020–2025
| Monat / Jahr | Januar                | Februar          | März              | April              | Mai                    | Juni                       | Juli                  | August             | September         | Oktober           | November          | Dezember         |
| ------------ | --------------------- | ---------------- | ----------------- | ------------------ | ---------------------- | -------------------------- | --------------------- | ------------------ | ----------------- | ----------------- | ----------------- | ---------------- |
| 2020         | Natalia Andreeva      | Bana Hamawandi   | Dayenne Huipen    | Jessica Witmann    | Marisa Ehret           | Jeany Waldheim             | Isabella Strangmüller | Riquelle Pals      | Alona Hertha      | Natascha Hofmann  | Alina Boyko       | Julia Römmelt    |
| 2021         | Hilda Dias Pimentel   | Lilly Lagodka    | Emily Shedler     | Margarita Gajewska | Taylor Chantal Brumann | Zoelle Theresa Marie Frick | Melanie de Toni       | Anna-Lena Stöckler | Katharina Hale    | Vanessa Teske     | Dalila Jabri      | Nina Heitmar     |
| 2022         | Zuriñe Aspiunza       | Anastasia Hale   | Beatrice Wolf     | Laura Schultz      | Milena Milyaeva        | Emilia Jung                | Paulina Pastuszczak   | Natasha Nesci      | Dominique Lobito  | Franziska Distler | Sabrina Bellani   | Bianca Cadar     |
| 2023         | Sharina van der Vliet | Carolina Cardoso | Amalie Olufsen    | Katerina Bila      | Marie Mohr             | Kim Shinobi                | Matea Mihaljević      | Kateryna Kaminska  | Kamila Stankowiak | Laura Langas      | Klara Wojcik      | Solomia Maievska |
| 2024         | Julia Yaroshenko      | Yoana Nikolova   | Maria Gutjahr     | Greta Thiesen      | Nicole Marrone         | Julia Zu                   | Laura Engelmann       | Jona Schmautz      | Weronika Wabia    | Vroni Sbrizzai    | Maartje van Noort | Bekka Hauri      |
| 2025         | Anastasiia Mitina     | Laura Krampitz   | Delia Thranberend | Julia Chavanne     | Vanessa Neumann        | Nastya Murr                | Evi Wenk              | Faye Postuma       | Luna Piombanti    |                   |                   |                  |